# Wola Muntowska
Wola Muntowska est un village de Pologne, située dans le gmina de Mrągowo, dans le powiat de Mrągowo, dans la voïvodie de Varmie-Mazurie.
Jusqu'en 2023, la localité fait partie du village de Muntowo.